# Paul Gottereau
Paul Gottereau (n. 29 martie 1843, Perpignan, Franța – d. 5 august 1924, Marly-le-Roi, Seine-et-Oise, Franța) a fost un arhitect francez.

## Biografie
Paul Gottereau a fost fiul inginerului Jean Alfred Gottereau (1813 - ?) și al Mariei Catherine Pauline (n. Perrin).
Stilul practicat în general de arhitect a fost cel academist beaux-arts, folosind adesea elemente neoclasice. De multe ori, pentru anumite clădiri, arhitectului i-a fost caracteristic stilul eclectic.

## Merite și recompense
A fost decorat cu Steaua României, ordin de cavaler și comandant (comandor) al Ordinul „Coroana României”. A primit de asemenea Legiunea de onoare în grad de cavaler.

## Lucrări
- 1875-1900: Palatul C.E.C. în București
- 1888: Palatul Cotroceni în București
- 1891-1893: Biblioteca Centrală Universitară în București
- 1900-1907: Muzeul de Artă în Craiova
- 1904-1907: Palatul Marincu în Calafat

## Galerie

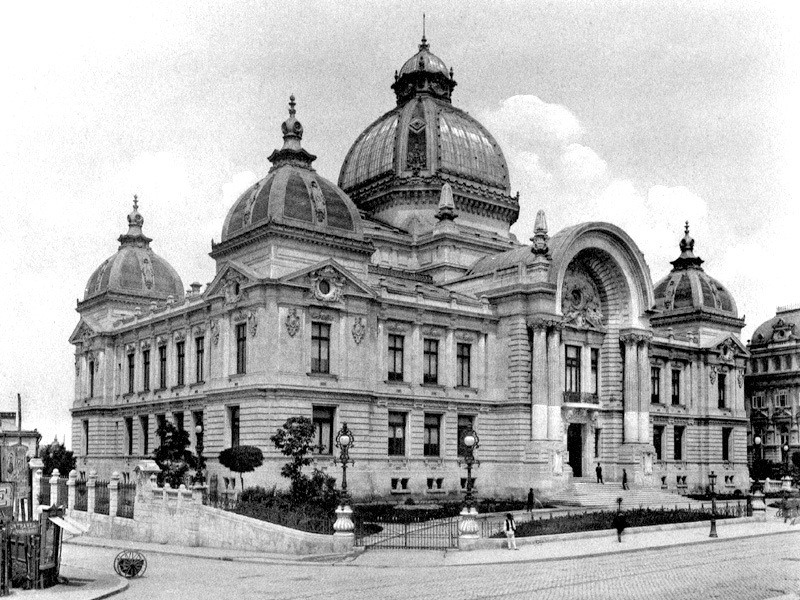
Casa de depuneri la 1900
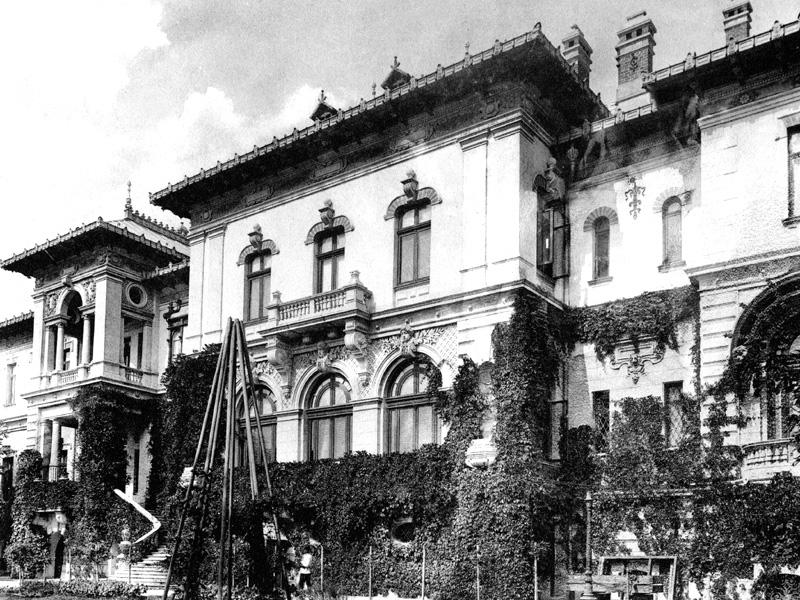
Palatul Cotroceni la 1900